# Championnat de Bahreïn de football 2004
Navigation
Saison précédente Saison suivante
La saison 2004 du Championnat de Bahreïn de football est la quarante-huitième édition du championnat national de première division à Bahreïn. Les dix meilleures équipes du pays sont regroupées au sein d'une poule unique où elles s'affrontent deux fois, à domicile et à l'extérieur. En fin de saison, l'avant-dernier dispute le barrage de promotion-relégation tandis que le dernier est relégué en deuxième division.
C'est Al Muharraq Club qui remporte la compétition, après avoir terminé -invaincu- en tête du classement final, avec douze points d'avance sur le tenant du titre, Riffa Club et dix-huit sur Al-Ahli Club. C'est le vingt-septième titre de champion de Bahreïn de l'histoire du club.

## Les clubs participants
| - Al Muharraq Club - Riffa Club - East Riffa - Al Najma Club - Al Sahel Bahreïn - Promu de D2 | - Al-Shabab Club - Busaiteen Club - Al-Ahli Club - Bahrain Club - Al Hala SC |

## Compétition

### Classement
Le classement est établi sur le barème de points classique (victoire à 3 points, match nul à 1, défaite à 0).
| Rang | Équipe            | Pts | J  | G  | N | P  | Bp | Bc | Diff |
| ---- | ----------------- | --- | -- | -- | - | -- | -- | -- | ---- |
| 1    | Al Muharraq Club  | 48  | 18 | 15 | 3 | 0  | 45 | 9  | +36  |
| 2    | Riffa ClubT       | 36  | 18 | 10 | 6 | 2  | 42 | 17 | +25  |
| 3    | Al-Ahli Club      | 30  | 18 | 8  | 6 | 4  | 30 | 20 | +10  |
| 4    | Busaiteen Club    | 23  | 18 | 6  | 5 | 7  | 32 | 30 | +2   |
| 5    | Bahrain Club      | 23  | 18 | 6  | 5 | 7  | 30 | 33 | -3   |
| 6    | Al-Shabab ClubC   | 21  | 18 | 5  | 6 | 7  | 24 | 27 | -3   |
| 7    | East Riffa        | 19  | 18 | 5  | 4 | 9  | 21 | 39 | -18  |
| 8    | Al Hala SC        | 18  | 18 | 4  | 6 | 8  | 30 | 36 | -6   |
| 9    | Al Najma Club     | 17  | 18 | 4  | 5 | 9  | 23 | 37 | -14  |
| 10   | Al Sahel BahreïnP | 10  | 18 | 2  | 4 | 12 | 16 | 45 | -29  |

|  | Qualification pour la Ligue des champions arabes de football 2004-2005 |
|  | Participation au barrage de promotion-relégation                       |
|  | Relégation en deuxième division                                        |
|  | T : Tenant du titre C : Vainqueur de la Coupe du Bahreïn               |

### Matchs

#### Barrage de promotion-relégation
| Équipe 1      | Résultat | Équipe 2     | Aller | Retour |
| ------------- | -------- | ------------ | ----- | ------ |
| Al Najma Club | 4 - 2    | Malkiya Club | 2 - 1 | 2 - 1  |

- Les deux clubs se maintiennent dans leur champion respectif.

## Bilan de la saison
| Championnat de Bahreïn de football 2004                             |                              |
| Champion                                                            | Al Muharraq Club (27e titre) |
| Coupes et trophées                                                  |                              |
| Vainqueur de la Coupe de Bahreïn 2004                               | Al-Shabab Club               |
| Qualifications continentales                                        |                              |
| Ligue des champions de l'AFC 2005                                   | Aucun                        |
| Ligue des champions arabes de football 2004-2005                    | Al Muharraq Club             |
| Ligue des champions arabes de football 2004-2005                    | Riffa Club                   |
| Promotions et relégations                                           |                              |
| Promus en Bahraini Premier League                                   | Manama Club                  |
| Relégués en Championnat de Bahreïn de football de deuxième division | Al Sahel Bahreïn             |